# Olympische Sommerspiele 2012/Teilnehmer (Belgien)
| Gelbes Symbol für Goldmedaillen mit stilisierten Olympischen Ringen | Graues Symbol für Silbermedaillen mit stilisierten Olympischen Ringen | Braundes Symbol für Bronzemedaillen mit stilisierten Olympischen Ringen |
| ------------------------------------------------------------------- | --------------------------------------------------------------------- | ----------------------------------------------------------------------- |
| —                                                                   | 1                                                                     | 2                                                                       |

Belgien nahm in London an den Olympischen Spielen 2012 teil. Es war die insgesamt 25. Teilnahme an Olympischen Sommerspielen. Vom Belgischen Olympischen und Interföderalen Komitee wurden 117 Athleten in 16 Sportarten nominiert.
Fahnenträgerin bei der Eröffnungsfeier war die Leichtathletin Tia Hellebaut.

## Medaillen

### Medaillenspiegel
| Medaillenspiegel Belgien |          |                              |                           |                           |        |
| Platz                    | Sportart | Goldmedaille – Olympiasieger | Silbermedaille – 2. Platz | Bronzemedaille – 3. Platz | Gesamt |
| 1                        | Schießen | —                            | 1                         | —                         | 1      |
| 2                        | Judo     | —                            | —                         | 1                         | 1      |
| 2                        | Segeln   | —                            | —                         | 1                         | 1      |
| Total                    | Total    | —                            | 1                         | 2                         | 3      |

### Medaillengewinner

#### Silber
| Name       | Sportart | Wettkampf                         |
| ---------- | -------- | --------------------------------- |
| Lionel Cox | Schießen | Kleinkaliber liegend 50 m, Männer |

#### Bronze
| Name               | Sportart | Wettkampf                              |
| ------------------ | -------- | -------------------------------------- |
| Evi Van Acker      | Segeln   | Laser Radial Frauen                    |
| Charline Van Snick | Judo     | Superleichtgewicht (bis 48 kg), Frauen |

## Teilnehmer nach Sportarten

### Badminton
| Athleten   | Wettbewerb | Gruppenphase | Gruppenphase | Achtelfinale  | Achtelfinale  | Viertelfinale | Viertelfinale | Halbfinale    | Halbfinale    | Finale        | Finale        | Rang |
| Athleten   | Wettbewerb | Punkte       | Rang         | Gegner        | Ergebnis      | Gegner        | Ergebnis      | Gegner        | Ergebnis      | Gegner        | Ergebnis      | Rang |
| ---------- | ---------- | ------------ | ------------ | ------------- | ------------- | ------------- | ------------- | ------------- | ------------- | ------------- | ------------- | ---- |
| Frauen     |            |              |              |               |               |               |               |               |               |               |               |      |
| Lianne Tan | Einzel     | 1            | 2            | ausgeschieden | ausgeschieden | ausgeschieden | ausgeschieden | ausgeschieden | ausgeschieden | ausgeschieden | ausgeschieden | 17   |
| Männer     |            |              |              |               |               |               |               |               |               |               |               |      |
| Yuhan Tan  | Einzel     | 0            | 3            | ausgeschieden | ausgeschieden | ausgeschieden | ausgeschieden | ausgeschieden | ausgeschieden | ausgeschieden | ausgeschieden | 33   |

### Gewichtheben
| Athleten      | Wettbewerb       | Reißen  | Reißen | Stoßen  | Stoßen | Zweikampf | Zweikampf | Rang |
| Athleten      | Wettbewerb       | Gewicht | Rang   | Gewicht | Rang   | Gewicht   | Rang      | Rang |
| ------------- | ---------------- | ------- | ------ | ------- | ------ | --------- | --------- | ---- |
| Männer        |                  |         |        |         |        |           |           |      |
| Tom Goegebuer | Klasse bis 56 kg | 115 kg  | 12     | 132 kg  | 12     | 247 kg    | 12        | 12   |

### Hockey
| Wettbewerb        | Frauen | Männer |
| ----------------- | --- | --- |
| Athleten          | Jill Boon Louise Cavenaile Erica Coppey Lola Danhaive Stephanie De Groof Charlotte De Vos Hélène Delmée Alix Gerniers Nadine Khouzam Barbara Nelen Anouk Raes Emilie Sinia Gaëlle Valcke Lieselotte Van Lindt Anne-Sophie Van Regemortel Judith Vandermeiren Aisling D’Hooghe (Ersatz) Valerie Vermeersch (Ersatz) | Gauthier Boccard Tom Boon Thomas Briels Cédric Charlier Alexandre De Saedeleer Jérôme Dekeyser Félix Denayer John-John Dohmen Simon Gougnard Maxime Luycx Xavier Reckinger Jeffrey Thys Jérôme Truyens Vincent Vanasch Florent van Aubel Benjamin Van Hove Elliot Van Strydonck (Ersatz) Manu Leroy (Ersatz) |
| Trainer           | | Colin Batch |
| Gruppenphase      | Niederlande 0:3 (0:1) Volksrepublik China 0:0 Großbritannien 0:3 (0:1) Japan 1:1 (1:0) Südkorea 1:3 (0:2) | Deutschland 1:2 (1:1) Niederlande 1:3 (0:0) Südkorea 2:1 (0:0) Neuseeland 1:1 (0:0) Indien 3:0 (1:0) |
| Platzierungsspiel | Spiel um Platz 11: USA 2:1 (1:1) | Spiel um Platz 5: Spanien 5:2 (4:1) |
| Halbfinale        | ausgeschieden | ausgeschieden |
| Finale            | ausgeschieden | ausgeschieden |
| Platzierung       | 11 | 5 |

### Judo
| Athleten           | Wettbewerb        | 1. Runde          | 1. Runde | Achtelfinale       | Achtelfinale  | Viertelfinale        | Viertelfinale | Hoffnungsrunde Halbfinale | Hoffnungsrunde Halbfinale | Halbfinale          | Halbfinale    | Hoffnungsrunde Finale | Hoffnungsrunde Finale | Finale        | Finale        | Rang   |
| Athleten           | Wettbewerb        | Gegner            | Ergebnis | Gegner             | Ergebnis      | Gegner               | Ergebnis      | Gegner                    | Ergebnis                  | Gegner              | Ergebnis      | Gegner                | Ergebnis              | Gegner        | Ergebnis      | Rang   |
| ------------------ | ----------------- | ----------------- | -------- | ------------------ | ------------- | -------------------- | ------------- | ------------------------- | ------------------------- | ------------------- | ------------- | --------------------- | --------------------- | ------------- | ------------- | ------ |
| Frauen             |                   |                   |          |                    |               |                      |               |                           |                           |                     |               |                       |                       |               |               |        |
| Charline Van Snick | Klasse bis 48 kg  | Freilos           | Freilos  | Chung Jung-yeon    | 100-000       | Éva Csernoviczki     | 1001-000      | -                         | -                         | Sarah Menezes       | 000-001       | Paula Pareto          | 0011-0002             | ausgeschieden | ausgeschieden | Bronze |
| Ilse Heylen        | Klasse bis 52 kg  | Freilos           | Freilos  | Andreea Chițu      | 010-000       | Christianne Legentil | 002-0002      | -                         | -                         | Yanet Bermoy Acosta | 0002-011      | Priscilla Gneto       | 0012-1012             | ausgeschieden | ausgeschieden | 5      |
| Männer             |                   |                   |          |                    |               |                      |               |                           |                           |                     |               |                       |                       |               |               |        |
| Dirk Van Tichelt   | Klasse bis 73 kg  | Maher Abu Rmilah  | 100-000  | Nicholas Delpopolo | 000-001       | ausgeschieden        | ausgeschieden | ausgeschieden             | ausgeschieden             | ausgeschieden       | ausgeschieden | ausgeschieden         | ausgeschieden         | ausgeschieden | ausgeschieden | 9      |
| Joachim Bottieau   | Klasse bis 81 kg  | Omar Simmonds Pea | 110-0001 | Iwan Nifontow      | 0001-0101     | ausgeschieden        | ausgeschieden | ausgeschieden             | ausgeschieden             | ausgeschieden       | ausgeschieden | ausgeschieden         | ausgeschieden         | ausgeschieden | ausgeschieden | 9      |
| Elco van der Geest | Klasse bis 100 kg | Tagir Khaibulaev  | 000-110  | ausgeschieden      | ausgeschieden | ausgeschieden        | ausgeschieden | ausgeschieden             | ausgeschieden             | ausgeschieden       | ausgeschieden | ausgeschieden         | ausgeschieden         | ausgeschieden | ausgeschieden | 17     |

### Kanu

#### Kanurennsport
| Athleten                                | Wettbewerb | Vorlauf      | Vorlauf | Halbfinale    | Halbfinale    | Finale                        | Finale | Rang |
| Athleten                                | Wettbewerb | Zeit         | Rang    | Zeit          | Rang          | Zeit                          | Rang   | Rang |
| --------------------------------------- | ---------- | ------------ | ------- | ------------- | ------------- | ----------------------------- | ------ | ---- |
| Männer                                  |            |              |         |               |               |                               |        |      |
| Maxime Richard                          | K-1 200 m  | 36,125 s     | 5       | 37,029 s      | 7             | Platzierungslauf 38,435 s     | 5      | 13   |
| Olivier Cauwenbergh Laurens Pannecoucke | K-2 200 m  | 35,297 s     | 7       | ausgeschieden | ausgeschieden | Platzierungslauf 36,336 s     | 4      | 13   |
| Olivier Cauwenbergh Laurens Pannecoucke | K-2 1000 m | 3:24,304 min | 4       | 3:15,655 min  | 5             | Platzierungslauf 3:13.298 min | 2      | 10   |

#### Kanuslalom
| Athleten     | Wettbewerb | Vorlauf | Vorlauf | Halbfinale | Halbfinale | Finale        | Finale        | Rang |
| Athleten     | Wettbewerb | Zeit    | Rang    | Zeit       | Rang       | Zeit          | Rang          | Rang |
| ------------ | ---------- | ------- | ------- | ---------- | ---------- | ------------- | ------------- | ---- |
| Männer       |            |         |         |            |            |               |               |      |
| Mathieu Doby | K-1        | 87,44 s | 4       | 102,58 s   | 11         | ausgeschieden | ausgeschieden | 11   |

### Leichtathletik
Laufen und Gehen
| Athleten                                                                                  | Wettbewerb        | Vorlauf      | Vorlauf | Halbfinale | Halbfinale | Finale        | Finale        | Rang |
| Athleten                                                                                  | Wettbewerb        | Zeit         | Rang    | Zeit       | Rang       | Zeit          | Rang          | Rang |
| ----------------------------------------------------------------------------------------- | ----------------- | ------------ | ------- | ---------- | ---------- | ------------- | ------------- | ---- |
| Frauen                                                                                    |                   |              |         |            |            |               |               |      |
| Almensh Belete                                                                            | 5000 m            | 15:10,24 min | 11      | –          | –          | ausgeschieden | ausgeschieden | 19   |
| Eline Berings                                                                             | 100 m Hürden      | 13,46 s      | 2       | 13,26 s    | 7          | ausgeschieden | ausgeschieden | 20   |
| Anne Zagré                                                                                | 100 m Hürden      | 13,04 s      | 4       | 12,94 s    | 6          | ausgeschieden | ausgeschieden | 17   |
| Élodie Ouédraogo                                                                          | 400 m Hürden      | 55,89 s      | 2       | 55,20 s    | 4          | ausgeschieden | ausgeschieden | 11   |
| Männer                                                                                    |                   |              |         |            |            |               |               |      |
| Jonathan Borlée                                                                           | 400 m             | 44,43 s      | 1       | 44,99 s    | 3          | 44,83 s       | 6             | 6    |
| Kevin Borlée                                                                              | 400 m             | 45,14 s      | 1       | 44,84 s    | 2          | 44,81 s       | 5             | 5    |
| Adrien Deghelt                                                                            | 110 m Hürden      | 13,52 s      | 3       | 13,42 s    | 4          | ausgeschieden | ausgeschieden | 13   |
| Michaël Bultheel                                                                          | 400 m Hürden      | 49,18 s      | 6       | 49,10 s    | 6          | ausgeschieden | ausgeschieden | 11   |
| Jonathan Borlée Kevin Borlée Jente Bouckaert Nils Duerinck Arnaud Ghislain Antoine Gillet | 4 × 400-m-Staffel | 3:01,70 min  | 4       | –          | –          | 3:01,83 min   | 6             | 6    |

Springen und Werfen
| Athleten            | Wettbewerb | Qualifikation | Qualifikation | Finale        | Finale        | Rang |
| Athleten            | Wettbewerb | Weite/Höhe    | Rang          | Weite/Höhe    | Rang          | Rang |
| ------------------- | ---------- | ------------- | ------------- | ------------- | ------------- | ---- |
| Frauen              |            |               |               |               |               |      |
| Svetlana Bolshakova | Dreisprung | 13,84 m       | 12            | ausgeschieden | ausgeschieden | 21   |
| Tia Hellebaut       | Hochsprung | 1,93 m        | 2             | 1,97 m        | 5             | 5    |

Mehrkampf
| Athletinnen        | 100 m Hürden | 100 m Hürden | Hochsprung | Hochsprung | Kugelstoßen | Kugelstoßen | 200 m | 200 m  | Weitsprung | Weitsprung | Speerwerfen | Speerwerfen | 800 m | 800 m  | Punkte | Rang |
| Athletinnen        | Zeit         | Punkte       | Höhe       | Punkte     | Weite       | Punkte      | Zeit  | Punkte | Weite      | Punkte     | Weite       | Punkte      | Zeit  | Punkte | Punkte | Rang |
| ------------------ | ------------ | ------------ | ---------- | ---------- | ----------- | ----------- | ----- | ------ | ---------- | ---------- | ----------- | ----------- | ----- | ------ | ------ | ---- |
| Siebenkampf Frauen |              |              |            |            |             |             |       |        |            |            |             |             |       |        |        |      |
| Sara Aerts         | 12,94 s      | 1133         | 1,65 m     | 795        | 14,43 m     | 823         | DNF   | DNF    | DNS        | DNS        | DNS         | DNS         | DNS   | DNS    | DNF    | DNF  |

| Athleten         | 100 m   | 100 m  | Weitsprung | Weitsprung | Kugelstoßen | Kugelstoßen | Hochsprung | Hochsprung | 400 m   | 400 m  | 110 m Hürden | 110 m Hürden | Diskuswerfen | Diskuswerfen | Stabhochsprung | Stabhochsprung | Speerwerfen | Speerwerfen | 1500 m      | 1500 m | Punkte | Rang |
| Athleten         | Zeit    | Punkte | Weite      | Punkte     | Weite       | Punkte      | Höhe       | Punkte     | Zeit    | Punkte | Zeit         | Punkte       | Weite        | Punkte       | Höhe           | Punkte         | Weite       | Punkte      | Zeit        | Punkte | Punkte | Rang |
| ---------------- | ------- | ------ | ---------- | ---------- | ----------- | ----------- | ---------- | ---------- | ------- | ------ | ------------ | ------------ | ------------ | ------------ | -------------- | -------------- | ----------- | ----------- | ----------- | ------ | ------ | ---- |
| Zehnkampf Männer |         |        |            |            |             |             |            |            |         |        |              |              |              |              |                |                |             |             |             |        |        |      |
| Hans Van Alphen  | 11,05 s | 850    | 7,64 m     | 970        | 15,48 m     | 819         | 2,05 m     | 850        | 49,18 s | 853    | 14,89 s      | 863          | 48,28 m      | 835          | 4,80 m         | 849            | 61,69 m     | 763         | 4:22,50 min | 795    | 8447   | 4    |

### Radsport

#### Bahn
| Athleten                                                                         | Wettbewerb            | Qualifikation | Qualifikation | Finals        | Finals        | Rang |
| Athleten                                                                         | Wettbewerb            | Zeit          | Rang          | Zeit          | Rang          | Rang |
| -------------------------------------------------------------------------------- | --------------------- | ------------- | ------------- | ------------- | ------------- | ---- |
| Männer                                                                           |                       |               |               |               |               |      |
| Dominique Cornu Jasper De Buyst Kenny De Ketele Moreno De Pauw Jonathan Dufrasne | Mannschaftsverfolgung | 4:04,053 min  | 9             | ausgeschieden | ausgeschieden | 9    |

Mehrkampf
| Omnium Frauen   |          |    |    |   |    |              |    |    |              |    |    |    |
| Jolien D’hoore  | 14,594 s | 10 | 25 | 5 | 6  | 3:41,495 min | 8  | 5  | 36,585 s     | 12 | 45 | 5  |
| Omnium Männer   |          |    |    |   |    |              |    |    |              |    |    |    |
| Gijs Van Hoecke | 13,633 s | 13 | 23 | 9 | 18 | 4:29,992 min | 10 | 15 | 1:04,748 min | 12 | 77 | 15 |

#### Straße
| Athleten          | Wettbewerb       | Zeit                     | Rang |
| ----------------- | ---------------- | ------------------------ | ---- |
| Frauen            |                  |                          |      |
| Liesbet De Vocht  | Straßenrennen    | 3:35:56 h                | 9    |
| Ludivine Henrion  | Straßenrennen    | außerhalb des Zeitlimits | –    |
| Maaike Polspoel   | Straßenrennen    | 3:36:01 h                | 29   |
| Liesbet De Vocht  | Einzelzeitfahren | 42:08,28 min             | 23   |
| Männer            |                  |                          |      |
| Tom Boonen        | Straßenrennen    | 5:46:37 h                | 28   |
| Philippe Gilbert  | Straßenrennen    | 5:46:05 h                | 19   |
| Jürgen Roelandts  | Straßenrennen    | 5:46:05 h                | 7    |
| Greg Van Avermaet | Straßenrennen    | 5:46:37 h                | 92   |
| Stijn Vandenbergh | Straßenrennen    | 5:46:51 h                | 100  |
| Philippe Gilbert  | Einzelzeitfahren | 54:39,98 min             | 17   |

#### Mountainbike
| Athleten          | Wettbewerb    | Zeit       | Rang       |
| ----------------- | ------------- | ---------- | ---------- |
| Männer            |               |            |            |
| Kevin Van Hoovels | Cross-Country | 1:33:01 h  | 19         |
| Sven Nys          | Cross-Country | aufgegeben | aufgegeben |

#### BMX
| Athleten      | Wettbewerb | Qualifikation | Qualifikation | Viertelfinale | Viertelfinale | Halbfinale    | Halbfinale    | Finale        | Finale        | Rang |
| Athleten      | Wettbewerb | Zeit          | Rang          | Punkte        | Rang          | Punkte        | Rang          | Zeit          | Rang          | Rang |
| ------------- | ---------- | ------------- | ------------- | ------------- | ------------- | ------------- | ------------- | ------------- | ------------- | ---- |
| Männer        |            |               |               |               |               |               |               |               |               |      |
| Arnaud Dubois | Race       | 39,772 s      | 27            | 24            | 23            | ausgeschieden | ausgeschieden | ausgeschieden | ausgeschieden | 23   |

### Reiten
| Dressur                        |            |            |            |               |               |      |
| Athleten                       | Wettbewerb | Prozent    | Prozent    | Prozent       | Prozent       | Rang |
| Athleten                       | Wettbewerb | Grand Prix | GP Spécial | Durchschnitt  | GP Kür        | Rang |
| Claudia Fassaert mit Donnerfee | Einzel     | 71,793     | 70,095     | ausgeschieden | ausgeschieden | 35   |

| Springen |            |                  |               |                    |                              |                              |      |
| Athleten | Wettbewerb | Strafpunkte      | Strafpunkte   | Strafpunkte        | Strafpunkte                  | Strafpunkte                  | Rang |
| Athleten | Wettbewerb | 1. Qualifikation | Nationenpreis | Nationenpreis      | Einzelfinale                 | Einzelfinale                 | Rang |
| Athleten | Wettbewerb | 1. Qualifikation | 1. Umlauf     | 2. Umlauf          | 1. Umlauf                    | 2. Umlauf                    | Rang |
| Philippe Le Jeune mit Vigo d’Arsouilles | Einzel     | 0                | 1             | 8                  | DNS (Verletzung des Pferdes) | DNS (Verletzung des Pferdes) | –    |
| Jos Lansink mit Valentina van’t Heike | Einzel     | 0                | 4             | 4                  | 8                            | nicht qual.                  | 23   |
| Grégory Wathelet mit Cadjanine Z | Einzel     | 4                | 4             | 4                  | 12                           | nicht qual.                  | 29   |
| Dirk Demeersman mit Bufero van het Panishof | Einzel     | 0                | 8             | 12                 | 9                            | nicht qual.                  | 26   |
| Philippe Le Jeune mit Vigo d’Arsouilles Jos Lansink mit Valentina van’t Heike Grégory Wathelet mit Cadjanine Z Dirk Demeersman mit Bufero van het Panishof | Mannschaft |                  | 16            | nicht qualifiziert | –                            | –                            | 13   |

| Vielseitigkeit |            |                     |                     |            |            |                    |      |
| Athleten | Wettbewerb | Minuspunkte Dressur | Minuspunkte Gelände | Springen   | Springen   | Minuspunkte Gesamt | Rang |
| Carl Bouckaert mit Mensa | Einzel     | 53,00               |                     |            |            |                    |      |
| Virginie Caulier mit Nepal du Sudre | Einzel     | 48,30               | 21,20               | 9,00       |            | 78,50              | 34   |
| Karin Donckers mit Gazelle de la Brasserie | Einzel     | 40,00               | 11,60               | 4,00       | 6,00       | 61,60              | 15   |
| Marc Rigouts mit Dunkas | Einzel     | 50,70               | 56,80               | Verweigert | Verweigert |                    |      |
| Joris Van Springel mit Lully des Aulnes | Einzel     | 51,90               | 12,80               | Verweigert | Verweigert |                    |      |
| Carl Bouckaert mit Mensa Virginie Caulier mit Nepal du Sudre Karin Donckers mit Gazelle de la Brasserie Marc Rigouts mit Dunkas Joris Joris Van Springel mit Lully des Aulnes | Mannschaft | 139,00              | 46,80               | 948,30     | 948,30     | 1134,10            | 10   |

### Rudern
| Athleten    | Wettbewerb | Vorlauf     | Vorlauf | Vorlauf       | Hoffnungslauf | Hoffnungslauf | Hoffnungslauf | Viertelfinale | Viertelfinale | Viertelfinale  | Halbfinale  | Halbfinale | Halbfinale    | Finale      | Finale | Rang |
| Athleten    | Wettbewerb | Zeit        | Rang    | Qualifikation | Zeit          | Rang          | Qualifikation | Zeit          | Rang          | Qualifikation  | Zeit        | Rang       | Qualifikation | Zeit        | Rang   | Rang |
| ----------- | ---------- | ----------- | ------- | ------------- | ------------- | ------------- | ------------- | ------------- | ------------- | -------------- | ----------- | ---------- | ------------- | ----------- | ------ | ---- |
| Männer      |            |             |         |               |               |               |               |               |               |                |             |            |               |             |        |      |
| Tim Maeyens | Einer      | 6:42,52 min | 1       | Viertelfinale | –             | –             | –             | 6:56,65 min   | 2             | Halbfinale A/B | 7:39,78 min | 6          | Finale B      | 7:27,51 min | 6      | 12   |

### Schießen
| Athleten   | Wettbewerb                | Qualifikation | Qualifikation | Finale | Finale | Ringe | Rang   |
| Athleten   | Wettbewerb                | Ringe         | Rang          | Ringe  | Rang   | Ringe | Rang   |
| ---------- | ------------------------- | ------------- | ------------- | ------ | ------ | ----- | ------ |
| Männer     |                           |               |               |        |        |       |        |
| Lionel Cox | Kleinkaliber liegend 50 m | 599           | 2             | 102,2  | 2      | 701,2 | Silber |

### Schwimmen
| Athleten                                                                           | Wettbewerb                 | Vorlauf     | Vorlauf | Halbfinale    | Halbfinale    | Finale        | Finale        | Rang |
| Athleten                                                                           | Wettbewerb                 | Zeit        | Rang    | Zeit          | Rang          | Zeit          | Rang          | Rang |
| ---------------------------------------------------------------------------------- | -------------------------- | ----------- | ------- | ------------- | ------------- | ------------- | ------------- | ---- |
| Frauen                                                                             |                            |             |         |               |               |               |               |      |
| Jolien Sysmans                                                                     | 50 m Freistil              | 25,60 s     | 6       | ausgeschieden | ausgeschieden | ausgeschieden | ausgeschieden | 31   |
| Kimberly Buys                                                                      | 100 m Schmetterling        | 58,79 s     | 6       | ausgeschieden | ausgeschieden | ausgeschieden | ausgeschieden | 19   |
| Kimberly Buys                                                                      | 100 m Rücken               | 1:01,92 min | 4       | ausgeschieden | ausgeschieden | ausgeschieden | ausgeschieden | 29   |
| Fanny Lecluyse                                                                     | 200 m Brust                | 2:27,30 min | 6       | ausgeschieden | ausgeschieden | ausgeschieden | ausgeschieden | 19   |
| Männer                                                                             |                            |             |         |               |               |               |               |      |
| Jasper Aerents                                                                     | 50 m Freistil              | 22,43 s     | 1       | ausgeschieden | ausgeschieden | ausgeschieden | ausgeschieden | 22   |
| Pieter Timmers                                                                     | 100 m Freistil             | 48,54 s     | 1       | 48,57 s       | 7             | ausgeschieden | ausgeschieden | 12   |
| Glenn Surgeloose                                                                   | 200 m Freistil             | 1:48,77 min | 4       | ausgeschieden | ausgeschieden | ausgeschieden | ausgeschieden | 25   |
| François Heersbrandt                                                               | 100 m Schmetterling        | 52,22 s     | 6       | 52,71 s       | 8             | ausgeschieden | ausgeschieden | 16   |
| Ward Bauwens                                                                       | 400 m Lagen                | 4:16,71 min | 1       | –             | –             | ausgeschieden | ausgeschieden | 16   |
| Jasper Aerents Dieter Dekoninck Yoris Grandjean Pieter Timmers Emmanuel Vanluchene | 4 × 100-m-Freistil-Staffel | 3:13,89 min | 5       | –             | –             | 3:14,40 min   | 8             | 8    |
| Louis Croenen Dieter Dekoninck Yoris Grandjean Glenn Surgeloose Pieter Timmers     | 4 × 200-m-Freistil-Staffel | 7:14,44 min | 6       | –             | –             | ausgeschieden | ausgeschieden | 12   |
| Brian Ryckeman                                                                     | 10 km Freiwasser           | –           | –       | –             | –             | 1:51:27,1 h   | 16            | 16   |

### Segeln
Fleet Race
| Athleten        | Wettbewerb      | Qualifikation | Qualifikation | Medal Race    | Medal Race    | Punkte        | Rang   |
| Athleten        | Wettbewerb      | Punkte        | Rang          | Punkte        | Rang          | Punkte        | Rang   |
| --------------- | --------------- | ------------- | ------------- | ------------- | ------------- | ------------- | ------ |
| Frauen          |                 |               |               |               |               |               |        |
| Sigrid Rondelez | Windsurfen RS:X | 150           | 17            | ausgeschieden | ausgeschieden | ausgeschieden | 17     |
| Evi Van Acker   | Laser Radial    | 34            | 3             | 6             | 3             | 40            | Bronze |
| Männer          |                 |               |               |               |               |               |        |
| Wannes Van Laer | Laser           | 276           | 34            | ausgeschieden | ausgeschieden | ausgeschieden | 34     |

### Tennis
| Athleten         | Wettbewerb | 1. Runde                | 1. Runde      | 2. Runde             | 2. Runde       | Achtelfinale    | Achtelfinale  | Viertelfinale     | Viertelfinale | Halbfinale    | Halbfinale    | Finale        | Finale        |
| Athleten         | Wettbewerb | Gegner                  | Ergebnis      | Gegner               | Ergebnis       | Gegner          | Ergebnis      | Gegner            | Ergebnis      | Gegner        | Ergebnis      | Gegner        | Ergebnis      |
| ---------------- | ---------- | ----------------------- | ------------- | -------------------- | -------------- | --------------- | ------------- | ----------------- | ------------- | ------------- | ------------- | ------------- | ------------- |
| Frauen           |            |                         |               |                      |                |                 |               |                   |               |               |               |               |               |
| Kim Clijsters    | Einzel     | Roberta Vinci           | 6:1, 6:4      | Carla Suárez Navarro | 6:3, 6:3       | Ana Ivanović    | 6:3, 6:4      | Marija Scharapowa | 2:6, 5:7      | ausgeschieden | ausgeschieden | ausgeschieden | ausgeschieden |
| Yanina Wickmayer | Einzel     | Anabel Medina Garrigues | 6:2, 4:6, 7:5 | Caroline Wozniacki   | 4:6, 6:3, 3:6  | ausgeschieden   | ausgeschieden | ausgeschieden     | ausgeschieden | ausgeschieden | ausgeschieden | ausgeschieden | ausgeschieden |
| Männer           |            |                         |               |                      |                |                 |               |                   |               |               |               |               |               |
| Steve Darcis     | Einzel     | Tomáš Berdych           | 6:4, 6:4      | Santiago Giraldo     | 6:74, 6:4, 6:4 | Nicolás Almagro | 5:7, 3:6      | ausgeschieden     | ausgeschieden | ausgeschieden | ausgeschieden | ausgeschieden | ausgeschieden |
| David Goffin     | Einzel     | Juan Mónaco             | 4:6, 1:6      | ausgeschieden        | ausgeschieden  | ausgeschieden   | ausgeschieden | ausgeschieden     | ausgeschieden | ausgeschieden | ausgeschieden | ausgeschieden | ausgeschieden |
| Olivier Rochus   | Einzel     | John Isner              | 6:71, 4:6     | ausgeschieden        | ausgeschieden  | ausgeschieden   | ausgeschieden | ausgeschieden     | ausgeschieden | ausgeschieden | ausgeschieden | ausgeschieden | ausgeschieden |

### Tischtennis
| Athleten          | Wettbewerb | 1. Runde       | 1. Runde | 2. Runde          | 2. Runde | 3. Runde      | 3. Runde      | 4. Runde      | 4. Runde      | Viertelfinale | Viertelfinale | Halbfinale    | Halbfinale    | Finale        | Finale        | Rang |
| Athleten          | Wettbewerb | Gegner         | Ergebnis | Gegner            | Ergebnis | Gegner        | Ergebnis      | Gegner        | Ergebnis      | Gegner        | Ergebnis      | Gegner        | Ergebnis      | Gegner        | Ergebnis      | Rang |
| ----------------- | ---------- | -------------- | -------- | ----------------- | -------- | ------------- | ------------- | ------------- | ------------- | ------------- | ------------- | ------------- | ------------- | ------------- | ------------- | ---- |
| Männer            |            |                |          |                   |          |               |               |               |               |               |               |               |               |               |               |      |
| Jean-Michel Saive | Einzel     | Marko Jevtović | 4:1      | Kalinikos Kreanga | 1:4      | ausgeschieden | ausgeschieden | ausgeschieden | ausgeschieden | ausgeschieden | ausgeschieden | ausgeschieden | ausgeschieden | ausgeschieden | ausgeschieden | 33   |

### Triathlon
| Athleten          | Wettbewerb | Zeit      | Rang |
| ----------------- | ---------- | --------- | ---- |
| Frauen            |            |           |      |
| Katrien Verstuyft | Einzel     | 2:03:38 h | 28   |
| Männer            |            |           |      |
| Simon de Cuyper   | Einzel     | 1:50:00 h | 26   |

### Turnen

#### Gerätturnen
| Athleten       | Wettbewerb       | Qualifikation | Qualifikation | Finale        | Finale        | Rang          |
| Athleten       | Wettbewerb       | Punkte        | Rang          | Punkte        | Rang          | Rang          |
| -------------- | ---------------- | ------------- | ------------- | ------------- | ------------- | ------------- |
| Frauen         |                  |               |               |               |               |               |
| Gaëlle Mys     | Mehrkampf Einzel | 53,698        | 31            | ausgeschieden | ausgeschieden | ausgeschieden |
| Gaëlle Mys     | Stufenbarren     | 13,266        | 45            | ausgeschieden | ausgeschieden | ausgeschieden |
| Gaëlle Mys     | Schwebebalken    | 13,733        | 30            | ausgeschieden | ausgeschieden | ausgeschieden |
| Gaëlle Mys     | Boden            | 13,166        | 51            | ausgeschieden | ausgeschieden | ausgeschieden |
| Gaëlle Mys     | Sprung           | 13,533        | 62            | ausgeschieden | ausgeschieden | ausgeschieden |
| Männer         |                  |               |               |               |               |               |
| Jimmy Verbaeys | Mehrkampf Einzel | 83,564        | 31            | ausgeschieden | ausgeschieden | ausgeschieden |
| Jimmy Verbaeys | Boden            | 14,500        | 38            | ausgeschieden | ausgeschieden | ausgeschieden |
| Jimmy Verbaeys | Pauschenpferd    | 10,866        | 67            | ausgeschieden | ausgeschieden | ausgeschieden |
| Jimmy Verbaeys | Ringe            | 14,066        | 52            | ausgeschieden | ausgeschieden | ausgeschieden |
| Jimmy Verbaeys | Sprung           | 15,266        | 50            | ausgeschieden | ausgeschieden | ausgeschieden |
| Jimmy Verbaeys | Barren           | 14,533        | 42            | ausgeschieden | ausgeschieden | ausgeschieden |
| Jimmy Verbaeys | Reck             | 14,333        | 33            | ausgeschieden | ausgeschieden | ausgeschieden |